# Аризонская королевская змея
Аризонская королевская змея (Lampropeltis pyromelana) — неядовитая змея семейства ужеобразных (Calubridae). Имеет 3 подвида
Общая длина колеблется от 50 см до 1 м. Голова короткая, несколько закругленная. Туловище тонкое и стройное. Голова сверху чёрная, иногда над глазами имеются красные пятна, кончик носа белый или желтоватый. На туловище присутствует трёхцветный рисунок из красных, чёрных и жёлтых (иногда белых) полос. На спине чёрный цвет частично заходит на красные полосы. На брюхе отдельные блоки красного, чёрного и жёлтого пигмента распределены случайным образом, образуя индивидуальный узор.
Живёт в центральной и юго-восточной Аризоне (США), через север Мексики до Чиуауа и Соноры.
Любит горные места, хвойные леса на каменистых почвах. Встречается до высоты 3000 м над уровнем моря. Питается ящерицами и грызунами.
Это яйцекладущая змея. Самка откладывает до 15 яиц.

## Подвиды
- Lampropeltis pyromelana infralabialis
- Lampropeltis pyromelana knoblochi
- Lampropeltis pyromelana pyromelana